# 壽福寺
壽福寺（じゅふくじ）是位在日本神奈川縣鎌倉市的臨濟宗建長寺派寺院。山號「龜谷山」（きこくさん）。本尊釋迦如來、開基（創立者）為北條政子、開山（初代住持）為榮西。鎌倉五山第三位。境內以「壽福寺境內」被指定為國之史跡。

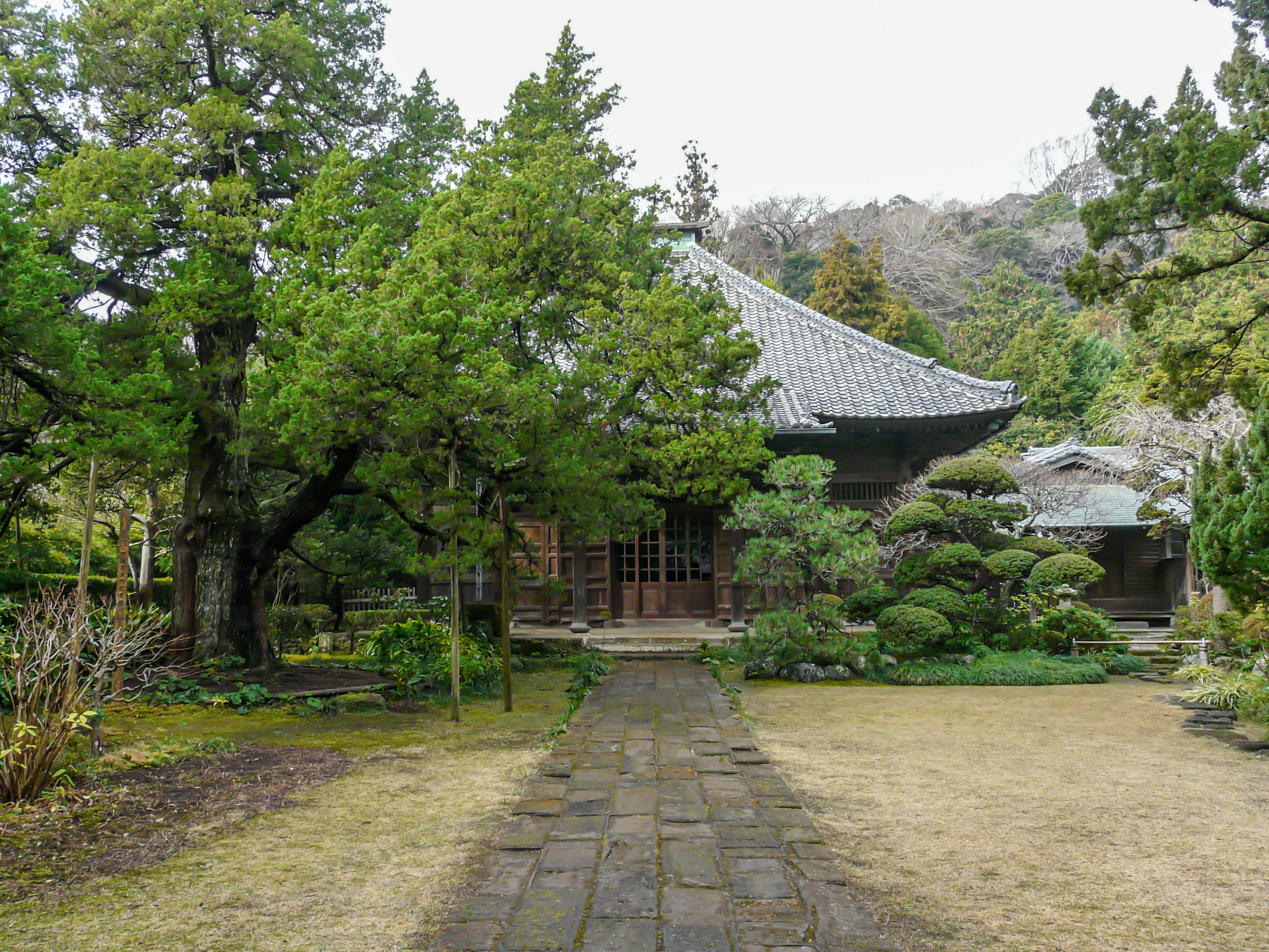
佛殿

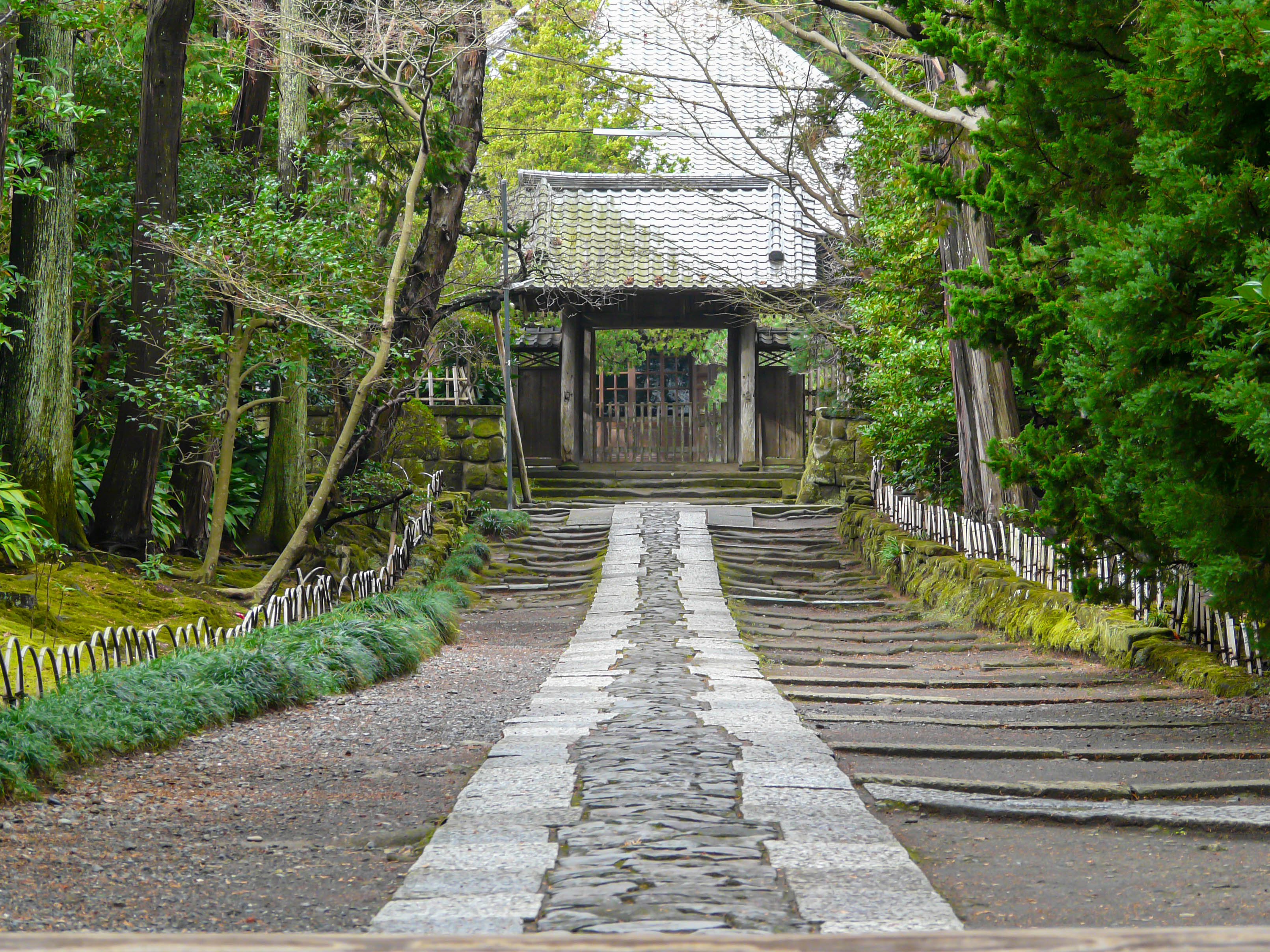
參道與中門

## 關連項目
- 臨濟宗
- 日本禪宗

## 外部連結
- 國指定文化財等データベース （页面存档备份，存于）